# Nadeshda Brennicke
Nadeshda Brennicke   (Friburg de Brisgòvia, 21 d'abril de 1973) també coneguda com Nadja Therésa Brennicke, és una actriu, cantant i autora alemanya.

## Biografia
Brennicke és la filla adoptiva de l'actor de televisió i veu en off Michael Brennicke i la seva mare és comerciant d'art. Va passar la seva infantesa a Múnic. Quan tenia 15 anys va deixar el gimnàs quan anava a desè grau i es va traslladar de casa dels seus pares amb l'esperança de convertir-se en actriu.
De 1989 a 1991, va assistir al Zinner Studio (avui International School for Acting and Acting). El 1992 va formar el duo cantant Charade amb Jennifer Böttcher, que va ser produït per Stefan Zauner i Aron Strobel de la banda Münchener Freiheit. Els senzills All of You i The Color of Your Eyes van arribar al número 67 i 60 de les llistes alemanyes.
L'últim any de l'escola de teatre, Brennicke va rebre el paper principal de Tina a la comèdia cinematogràfica alemanya Manta – Der Film. Van seguir altres actuacions per a produccions televisives. Va guanyar més reconeixement pel seu paper com a investigadora Tessa Norman a la sèrie Els carrers de Berlín.
Canta i compon les seves pròpies cançons; va cantar, entre d'altres crèdits, a l'episodi de Polizeiruf 110 Silicone Walli i a la pel·lícula Antibodies.

## Vida personal
Brennicke té un fill, Nikita, que va néixer l'any 1997 a qui va criar com a mare soltera. Entre 2007 i 2020, Brennicke va viure en una granja a Brandenburg on criava cavalls de pura sang àrab, gats orientals i un gran danès.
Va estar en una relació durant dos anys (2012-14) amb el càmera vietnamita Ngô Thế Châu.

## Filmografia

### Cinema
- 1991: Manta – Der Film
- 1996: Workaholic
- 1999: Curiosity & the Cat
- 2000: Kanak Attack
- 2001: Planet Alex
- 2002: Tattoo
- 2004: Basta – Rotwein oder Totsein
- 2005: Die Bluthochzeit
- 2005: Antikörper
- 2006: Kahlschlag
- 2008: Unschuld
- 2013: Dampfnudelblues
- 2013: Banklady
- 2015: God of Happiness

### Televisió
- 1993: Magic Müller
- 1993: Ein Zeuge bricht sein Schweigen
- 1994: Im Zweifel für …
- 1994: Kommissar Rex – Im Zeichen des Satans
- 1995: Der Clan der Anna Voss
- 1995: Blindes Vertrauen
- 1995: Vater wider Willen
- 1995: Pilotinnen
- 1996: Alles außer Mord – Blackout
- 1996: Landgang für Ringo
- 1996: Workaholic
- 1996–2007: Ein Fall für zwei (3 episodes)
- 1996: Tatort – Krokodilwächter
- 1998: Die Beischlafdiebin
- 1999: Tatort – Offene Rechnung
- 1999/2000: Die Straßen von Berlin
- 2000: Tatort – Einsatz in Leipzig
- 2000: Balko – Krapp, verschollen in Berlin
- 2000: Das Phantom
- 2001: Stahlnetz – Das gläserne Paradies
- 2002: Polizeiruf 110 – Silikon Walli
- 2003: Hotte im Paradies
- 2003: Geheimnisvolle Freundinnen
- 2003: Affäre zu dritt
- 2004: Rotwein oder Totsein
- 2004: Das Bernsteinamulett 1 und 2 (Minisèries de 2 parts)
- 2004: Der Weihnachtshund
- 2005: K3 – Kripo Hamburg – Fieber
- 2005: Zwei Weihnachtshunde
- 2005: Meine Schwester und ich
- 2005: Heute heiratet mein Mann
- 2006: Tatort – Feuerkämpfer
- 2006: Eine Frage des Gewissens
- 2006: Bettis Bescherung
- 2006: Partnertausch
- 2006: Kahlschlag
- 2007: Tatort – Die Blume des Bösen
- 2007: Polizeiruf 110 – Tod eines Fahnders
- 2007: Partnertausch
- 2007: Der Mann von gestern
- 2008: Tatort – Krumme Hunde
- 2008: Dekker & Adi
- 2008: Die Frau des Frisörs
- 2008: Zwillingsküsse schmecken besser
- 2008: Darum
- 2009: Der Bär ist los! – Die Geschichte von Bruno
- 2009: Frauen wollen mehr
- 2009: Mordkommission Istanbul – Mord am Bosporus
- 2010: Liebe ist nur ein Wort
- 2010: Ein starkes Team – (Episode: Im Zwielicht)
- 2010: Donna Leon – Lasset die Kinder zu mir kommen
- 2010: Die Draufgänger
- 2010: 8 Uhr 28
- 2011: Der Staatsanwalt – Fluch der Bilder
- 2011: Tatort – Rendezvous mit dem Tod
- 2011: Der letzte Bulle – Ich weiß von nichts
- 2011: Sommerlicht
- 2012: Das Traumhotel – Vietnam
- 2012: Wolff – Kampf im Revier
- 2012: Das Geheimnis der Villa Sabrini
- 2012: Der Heiratsschwindler und seine Frau
- 2013: Liebe und Tod auf Java
- 2013: SOKO 5113 – Der Tod des Marquis
- seit 2013: Add a Friend
- 2014: Frauenherzen
- 2014: Blütenträume
- 2015: Zwei Familien auf der Palme
- 2015: The Team
- 2015: Wer Wind sät
- 2016: Nord Nord Mord – Clüver und der tote Koch
- 2016: Alarm für Cobra 11 – Die Autobahnpolizei – Tricks
- 2019: Mountain Medic – Preis des Lebens

## Honors
- 2001: Adolf-Grimme-Preis, premi del públic del Marler Gruppe pel paper d’Anne Schneider a Das Phantom
- 2013: Silver Hugo a la millor actriu Festival Internacional de Cinema de Chicago pel paper de Gisela Werler a Banklady
- 2014: Nominada a la millor actriu alemanya al Bambi 2014 pel paper de Gisela Werler a Banklady[10]
- 2014: Premi Insigne de Cristal de la Millore Actrice a la millor actriu al Festival International du Film Policier de Liège de Lüttich pel paper principal a Banklady[11]